# Армакское сельское поселение
Се́льское поселе́ние «Армакское» (бур. Армагын hомон) — муниципальное образование в Джидинском районе Бурятии Российской Федерации.
Административный центр — село Армак.

## История
Статус и границы сельского поселения установлены Законом Республики Бурятия от 31 декабря 2004 года № 985-III «Об установлении границ, образовании и наделении статусом муниципальных образований в Республике Бурятия»

## Население
| 2002 | 2011 | 2012 | 2013 | 2014 | 2015 | 2016 |
| ---- | ---- | ---- | ---- | ---- | ---- | ---- |
| 491  | ↘485 | ↘484 | ↘483 | ↗486 | ↗489 | ↘481 |
| 2017 | 2018 | 2019 | 2020 | 2021 | 2023 | 2024 |
| ↘468 | ↗477 | ↗479 | ↘472 | ↘362 | ↘351 | ↘340 |

## Состав сельского поселения
| № | Населённый пункт | Тип населённого пункта       | Население |
| - | ---------------- | ---------------------------- | --------- |
| 1 | Армак            | село, административный центр | ↘340      |